# Thierry Dusserre
Thierry Dusserre (ur. 25 lipca 1967 w Romans-sur-Isère) – francuski biathlonista, brązowy medalista olimpijski i trzykrotny medalista mistrzostw świata.

## Kariera
W Pucharze Świata zadebiutował 21 stycznia 1988 roku w Anterselvie, zajmując 55. miejsce w sprincie. Pierwsze punkty zdobył 2 marca 1989 roku w Hämeenlinna, gdzie w biegu indywidualnym był dziewiętnasty. Nigdy nie stanął na podium zawodów tego cyklu, najlepszy wynik osiągnął 14 marca 1992 roku w Fagernes, kończąc rywalizację w tej samej konkurencji na czwartej pozycji. W zawodach tych walkę o podium przegrał z Siergiejem Czepikowem z ZSRR o 16 sekund. Najlepsze wyniki osiągnął w sezonie 1996/1997, kiedy zajął 38. miejsce w klasyfikacji generalnej.
W 1993 roku wystartował na mistrzostwach świata w Borowcu, gdzie razem z Xavierem Blondem, Gilles'em Marguetem i Lionelem Laurentem zdobył brązowy medal w biegu drużynowym. Na tej samej imprezie zajął też dziewiąte miejsce w biegu indywidualnym. Podczas rozgrywanych dwa lata później mistrzostw świata w Anterselvie wspólnie z Lionelem Laurentem, Patrice'em Bailly-Salins'em i Hervém Flandinem zajął drugie miejsce w sztafecie. Reprezentacja Francji w składzie: Thierry Dusserre, Franck Perrot, Lionel Laurent i Stéphane Bouthiaux zdobyła tam także brązowy medal w biegu drużynowym.
Podczas igrzysk olimpijskich w Lillehammer w 1994 roku wspólnie z Bailly-Salins'em, Laurentem i Flandinem wywalczył brązowy medal w sztafecie. Zajął tam również dziewiętnastą pozycję w sprincie. Brał też udział w igrzyskach olimpijskich w Nagano cztery lata później, gdzie był siódmy w sztafecie, a w konkurencjach indywidualnych plasował się w piątej dziesiątce.
Po zakończeniu kariery został trenerem.

## Osiągnięcia

### Igrzyska olimpijskie
| Rok  | Miejscowość | Konkurencje | Konkurencje | Konkurencje | Konkurencje | Konkurencje | Konkurencje | Konkurencje |
| Rok  | Miejscowość | IN          | SP          | PU          | MS          | RL          | MR          | SR          |
| ---- | ----------- | ----------- | ----------- | ----------- | ----------- | ----------- | ----------- | ----------- |
| 1994 | Lillehammer | –           | 19.         | nd.         | nd.         | 3.          | nd.         | –           |
| 1998 | Nagano      | 46.         | 50.         | nd.         | nd.         | 7.          | nd.         | –           |

### Mistrzostwa świata
| Rok  | Miejscowość | Konkurencje | Konkurencje | Konkurencje | Konkurencje | Konkurencje | Konkurencje | Konkurencje |
| Rok  | Miejscowość | IN          | SP          | PU          | MS          | RL          | MR          | SR          |
| ---- | ----------- | ----------- | ----------- | ----------- | ----------- | ----------- | ----------- | ----------- |
| 1989 | Feistritz   | 53.         | –           | nd.         | nd.         | –           | nd.         | –           |
| 1993 | Borowec     | 9.          | 63.         | nd.         | nd.         | –           | nd.         | –           |
| 1995 | Anterselva  | 24.         | –           | nd.         | nd.         | 2.          | nd.         | –           |
| 1996 | Ruhpolding  | 38.         | –           | –           | nd.         | 5.          | nd.         | –           |
| 1997 | Osrblie     | –           | 16.         | 29.         | nd.         | 5.          | nd.         | –           |

### Puchar Świata

#### Miejsca w klasyfikacji generalnej
| Sezon     | Miejsce |
| --------- | ------- |
| 1987/1988 | -       |
| 1988/1989 | 49.     |
| 1989/1990 | -       |
| 1990/1991 | 59.     |
| 1991/1992 | 39.     |
| 1992/1993 | 43.     |
| 1993/1994 | 52.     |
| 1994/1995 | 44.     |
| 1995/1996 | 46.     |
| 1996/1997 | 38.     |
| 1997/1998 | -       |

#### Miejsca na podium chronologicznie
Dusserre nigdy nie stanął na podium indywidualnych zawodów PŚ.